# Henschel DH 360 Ca
Die Lokomotive Henschel DH 360 Ca ist eine dreiachsige dieselhydraulische Lokomotive die von den Henschel-Werken gebaut wurde. Sie war für den Einsatz im Rangierdienst vorgesehen. Die Achsfolge der Henschel DH 360 Ca ist C. Die Lok gehört zur sogenannten Dritten Generation der Henschel-Loks. Die Loks dieser Baureihe wurden mittels Kuppelstange angetrieben.
Die Henschel DH 360 Ca wurde zwischen 1958 und 1964 in 18 Exemplaren gebaut. Davon gingen allein sechs Loks an die Dortmund-Hörder Hüttenunion AG. Zwei Loks wurden in die Schweiz und eine nach Spanien geliefert.
Die Lok mit der Fabriknummer 30321 ging 1961 an die Rheinisch-Westfälischen Kalkwerke AG. Später war sie als Lok 37 bei der Westfälische Lokomotiv-Fabrik Karl Reuschling GmbH & Co KG in Hattingen im Einsatz und läuft heute als Lok 1 beim Verein zur Erhaltung der Hespertalbahn e. V. in Essen-Kupferdreh.

## Lieferliste
| Liste der Henschel DH 360 Ca |         |                                            |                                         |                                                                               |
| Fabriknummer                 | Baujahr | Erster Eigentümer                          | Verbleib                                | Anmerkungen                                                                   |
| 26563                        | 1958    | Dortmund-Hörder Hüttenunion „157“          | ARCO Transportation GmbH                | zwischenzeitlich DE „505“                                                     |
| 26750                        | 1960    | Dortmund-Hörder Hüttenunion „131“          | BayernBahn „350 001-4“                  | zwischenzeitlich E.ON, Kraftwerk Zolling „3“                                  |
| 26751                        | 1960    | Dortmund-Hörder Hüttenunion „132“          | unbekannt                               | zuletzt DE „501“                                                              |
| 29965                        | 1960    | Rheinstahl                                 | unbekannt                               | zuletzt Westfälische Lokomotiv-Fabrik Hattingen Karl Reuschling               |
| 29966                        | 1960    | Rheinstahl                                 | unbekannt                               |                                                                               |
| 30027                        | 1962    | Dortmund-Hörder Hüttenunion „134“          | nach Italien verkauft                   | zuletzt DE „503“                                                              |
| 30304                        | 1961    | Deutsche Edelstahlwerke „7“                | 1995 verschrottet                       | zuletzt Eisenbahn und Häfen „270“                                             |
| 30320                        | 1961    | Mannesmann Rohstoffwerke „1“               | verschrottet                            | zuletzt Det Danske Stålvalseværk (DK) „284“                                   |
| 30321                        | 1961    | Rheinisch-Westfälische Kalkwerke „535 229“ | Hespertalbahn „1“                       | zwischenzeitlich Westfälische Lokomotiv-Fabrik Hattingen Karl Reuschling „37“ |
| 30330                        | 1962    | KOK „16“                                   | Servizi Ferroviari (I) „T 578“          |                                                                               |
| 30388                        | 1961    | Dortmund-Hörder Hüttenunion „133“          | ÖGEG „PAULI“                            | zwischenzeitlich DE „502“                                                     |
| 30391                        | 1961    | Dortmund-Hörder Hüttenunion „151“          | CFP (I) „T 753“                         | zwischenzeitlich DE „506“                                                     |
| 30503                        | 1962    | Patricio Echeverra (E)                     | unbekannt                               |                                                                               |
| 30505                        | 1962    | Lonza AG (CH) „5“                          | Lok Service Burkhardt AG (CH) (Händler) | zwischenzeitlich Lonza „161“                                                  |
| 30507                        | 1962    | Deutsche Babcock „9“                       | LBC Sotrasol (F)                        | zwischenzeitlich Soptrans SA (F)                                              |
| 30703                        | 1963    | Lonza AG (CH) „6“                          | Lonza „162“                             |                                                                               |
| 30704                        | 1963    | Henschel (Einsatz als Mietlok)             | Schweizerhall Chemie (CH)               | zwischenzeitlich Viscosuisse SA (CH) „3“                                      |
| 30862                        | 1964    | Henschel (Einsatz als Mietlok)             | unbekannt                               | zuletzt Saarstahl AG „47“                                                     |

## Verbleib
Von den 18 gebauten DH 360 Ca ist bei zehn Loks der Verbleib bekannt. Eine stand zuletzt bei einem Schweizer Lokhändler. Zwei Lokomotiven sind verschrottet worden. Bei den übrigen Lokomotiven ist der Verbleib unbekannt.